# Zacharias Edenqvist
Zacharias Edenqvist, född 12 oktober 1762 i Kåddis i Umeå socken, död 28 maj 1843 i Nysätra socken, Västerbotten, var en svensk militär.

## Biografi
Edenqvist blev volontär vid Västerbottens regemente 1779, rustmästare 1788, bataljonsadjutant 1789, stabsfänrik 1801, fänrik samma år, stabslöjtnant 1808, andre kapten 1813 och majors avsked 1816. År 1789 erhöll han medalj för tapperhet i fält.
Edenqvist tjänstgjorde vid Luleå kompani 1801 och 1808–1816 samt vid Bygdeå kompani 1802–1807. År 1780 var han kommenderad på arbete vid Nasafjälls silververk. I juni 1788 följde han Västerbottens regemente till Finland och deltog i slaget vid Uttismalm 28 juni 1789, i affärerna vid Liikala 3 juli samma år, vid Anjala 24 juli och 14 augusti samma år samt vid Korhois 6 maj 1790. I 1808–1809 års krig deltog han i fälttåget i Finland 1808 och bevistade affärerna vid Pulkkila 2 maj 1808, då han blev sårad, vid Kuopio 30 juni 1808 och vid Virta bro 27 oktober 1808. 

### Familj
Han var gift med Barbro Margareta Turdfjæll, vilken var dotter till Jonas Turdfjæll. En son med samma namn blev major i armén och gift med en dotter till Gustaf Edelstam. Familjen Edenqvist bodde på Nyby gård i nuvarande Ånäset.